# Leon Faterson
Leon Faterson (ur. 13 lutego 1872 w Warszawie, zm. 3 stycznia 1922 tamże) – polski inżynier elektryk, polityk Polskiej Partii Socjalistycznej i działacz społeczny.

## Życie
Ukończył szkołę realną w Warszawie (1900) oraz z dyplomem inżyniera elektryka politechnikę w Darmstadt (1903). Podczas studiów związał się z Polską Partią Socjalistyczną, był pod pseudonimem "F. Niewiadomski" i "Niewiarowski" członkiem sekcji darmsztadzkiej Związku Zagranicznego Socjalistów Polskich, gdzie zajmował się pozyskiwaniem funduszy na działalność. Po studiach w latach 1903-1904 pracował w laboratorium radiotechnicznym firmy Telefunken w Berlinie.
Po powrocie do kraju pracował w Powszechnym Towarzystwie Elektrycznym (1904-1908), początkowo w Łodzi, gdzie był również radnym miejskim, a od 1906 w Warszawie. Następnie pracował w Elektrowni Miejskiej w Warszawie, gdzie jako szef licznikowni dokonał modernizacji laboratorium pomiarowego. W latach 1906–1907 był wykładowcą Wydziału Technicznego Towarzystwa Kursów Naukowych. Zajmował się także naukowo problematyką mierników elektrycznych i liczników energii elektrycznych. Swoje artykuły na temat w latach 1904-1925 publikował głównie w "Przeglądzie Technicznym", m.in. wspólnie z A. Kuhnem „O indukcyjnych miernikach elektrycznych" (1904) i „O warunkach stosowalności Faradayowskiego prawa indukcji elektromagnetycznej" (1908). Był także aktywnym członkiem Koła Elektryków Stowarzyszenia Techników Polskich w Warszawie.
Podczas I wojny światowej został przymusowo ewakuowany przez Rosjan do Charkowa. Tam pracował w miejscowym oddziale Powszechnego Towarzystwa Elektrycznego. Był także działaczem PPS w Rosji i przeciwnikiem bolszewików. W październiku 1921 powrócił do kraju i podjął pracę jako kierownik wydziału elektrycznego w Głównym Urzędzie Miar w Warszawie. Zmarł  zarażony tyfusem. Pochowany na cmentarzu ewangelicko-reformowanym w Warszawie (kwatera 2-2-8).

## Życie prywatne
Pochodził z zamożnej warszawskiej rodziny kupieckiej, był synem Jakuba (1835-1888) i Balbiny z Grosglików. Jego młodszym bratem był  matematyk i działacz II Proletariatu i PPS, wiceprezydent miasta Łodzi Izydor (1875-1939). Był żonaty z Ernestyną Jadwigą z Kempnerów. Miel dwóch synów: inżyniera chemika Mieczysława i nauczyciela Ernesta.